# Friedrich Lehnhoff (Dichter)

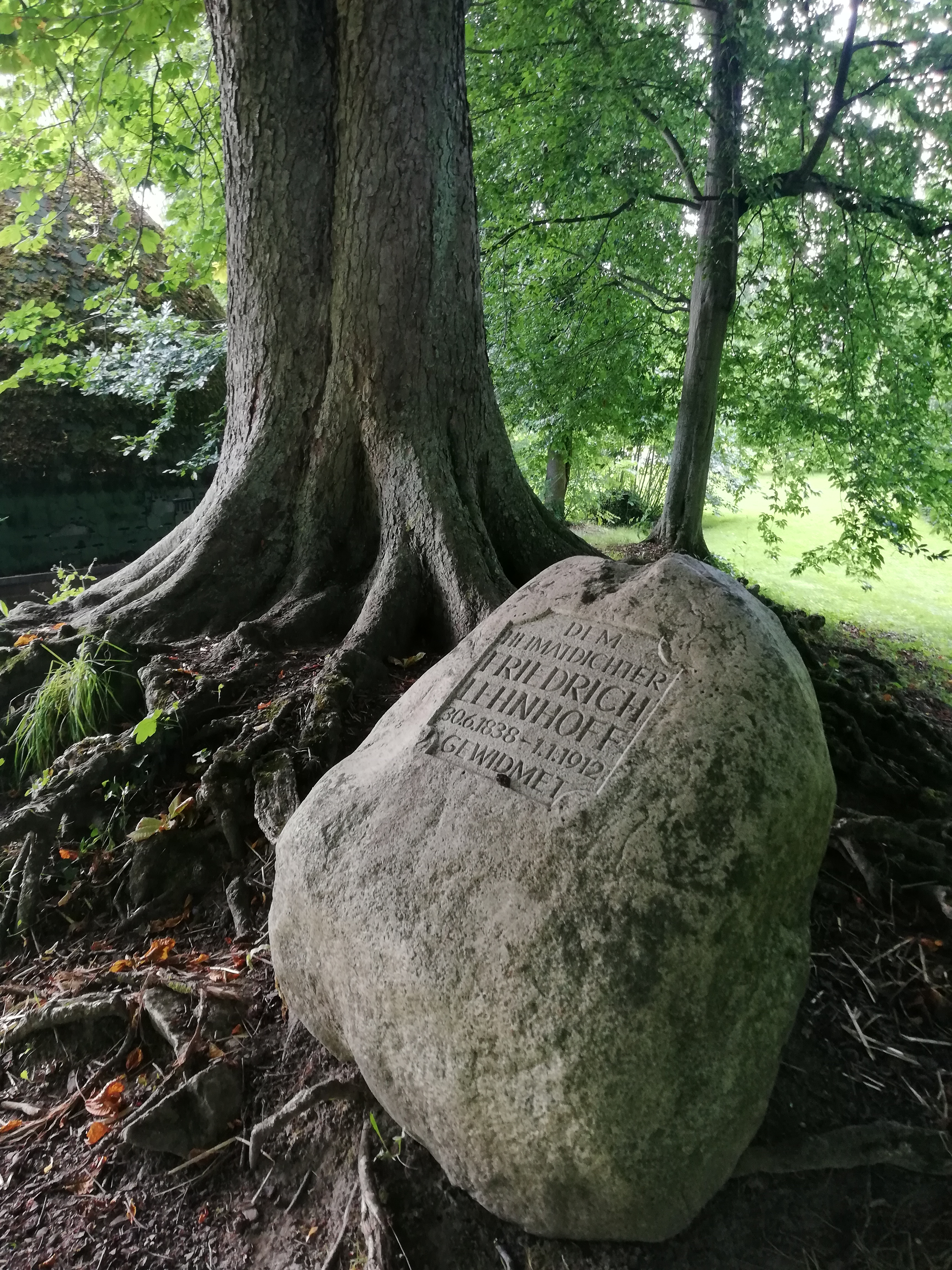
Findling als dem Heimatdichter gewidmetes Denkmal im Kurpark von Bad Münder

Friedrich Lehnhoff (auch: Fritz Lehnhoff; geboren 30. Juni 1838 in Hemmendorf; gestorben 1. Januar 1912) war ein deutscher Bürstenmacher, Besenbinder, Unternehmensgründer und Heimatdichter.

## Leben
Friedrich Lehnhoff wurde zur Zeit des Königreichs Hannover im Jahr 1838 in dem kleinen Ort Hemmendorf geboren. Da sein Vater früh verstarb, wurde er als 9-jähriger Knabe um 1847 nach Hamburg gegeben, wo er das Handwerk des Bürstenmachers erlernte.
In der Gründerzeit des Deutschen Kaiserreichs siedelte Friedrich Lehnhof 1872 nach Münder über, wo er bald darauf das an der Hannoverschen Straße gelegene Gasthaus Zum schwarzen Bären erwarb und dort ein Geschäft gründete zur Herstellung und zum Verkauf selbstproduzierter Bürsten und Besen.
Die im eigenen Hause, in der Lehnhoffschen Bürstenfabrik hergestellten Produkte trug Lehnhoff zudem bis in die weitere Umgebung von Münder aus. Bekannt und geschätzt wurde der Bürstenmacher jedoch vor allem für seine Dichtungen über die auf seinen Wegen erfahrene Heimat.
Lehnhoff starb zu Neujahr 1912 im Alter von 73 Jahren. Postum wurde ihm ein Denkmal im späteren Kurpark des dann zum Bad erhobenen Kurortes Münder errichtet – ein auf einer Aufschüttung unter einem Baum gesetzter Findling mit einer „Dem Heimatdichter“ gewidmeten Inschrift.
Drei Söhnen hatte Lehnhoff ebenfalls das Handwerk des Bürsten- und Besenmachens gelehrt. Sie setzten das Unternehmen ihres Vaters fort. Lehnhoffs ältester Sohn Fritz erwarb vier weitere Grundstücke, darunter das unter der Adresse Süntelstraße 20 gelegene Haus Luise, in das dann der Betrieb verlegt wurde.
In der Nachkriegszeit erbaute Lehnhoffs Sohn Fritz von 1947 bis 1948 hinter dem Haus Luise ein kleines Fabrikgebäude. Nach der Anschaffung von Maschinen zur Holzbearbeitung und Bürstenfertigung wurde gemeinsam mit den Söhnen Fritz und Friedrich eine GmbH gegründet. Zum 1. Januar 1955 wurde Friedrich Lehnhoff alleiniger Inhaber des Unternehmens, das dann insbesondere technische Industriebürsten produzierte. Diese kamen vor allem bei der Fabrikation von Stühlen und Möbeln
zum Einsatz.
Um 1960 umfasste die Belegschaft des damals als Bürstenfabrik Ernst Lehnhoff firmierenden Unternehmens 7 Arbeiter.
Mitte der 1970er Jahre firmierten die beiden Unternehmen Ernst Lehnhoff mit Sitz am Mönjesod 24 sowie Fr. Lehnhoff & Sohn in der Angerstraße 34 in Bad Münder.